# Odorrana banaorum
Huia banaorum es una especie de anfibio anuro de la familia Ranidae.

## Distribución geográfica yhábitat
Es endémica del centro de Vietnam y el este de Camboya; quizá en zonas adyacentes de Laos. Su rango altitudinal oscila entre 700 y 900 m s. n. m..